# Mezőlak
Mezőlak là một thị trấn thuộc hạt Veszprém, Hungary. Thị trấn này có diện tích 21,58 km², dân số năm 2010 là 1044 người, mật độ 48 người/km².